# Impact World Championship
Het Impact World Championship is een professioneel worstelkampioenschap dat gecreëerd werd en eigendom is van de Amerikaanse worstelorganisatie Impact Wrestling (voorheen bekend als Total Nonstop Action Wrestling (TNA)). Het is de belangrijkste kampioenschap in Impact Wrestling. Voordat TNA hun eigen World Heavyweight kampioenschap had, gebruikte TNA het NWA Worlds Heavyweight Championship door een overeenkomst van 2002 tot 2007. Later in 2007 maakte TNA hun eigen World Heavyweight kampioenschap.  Daaronder viel toen ook het TNA World Tag Team Championship. Op 13 maart 2021, werd de titel verenigd met het TNA World Heavyweight Championship, die vanaf 2021 werd gesanctioneerd als een kampioenschap apart van het Impact World Championship.
De titel werd voorheen bekend als het TNA World Heavyweight Championship, het Impact Wrestling World Championship, het Unified GFW World Heavyweight Championship en het Impact Global Championship.

## Huidige kampioen
| Huidige kampioen | Datum           | Vorige kampioen | Evenement       |
| ---------------- | --------------- | --------------- | --------------- |
| Moose            | 23 oktober 2021 | Josh Alexander  | Bound for Glory |